# 千葉家住宅
旧千葉家住宅（きゅうちばけじゅうたく）は、岩手県遠野市綾織町上綾織1地割14にある歴史的建造物。国の重要文化財。一般公開時の名称は南部曲り家 千葉家（なんぶまがりや ちばけ）。

## 特色
江戸時代の南部地方特有の住居と馬屋を平面L字形に連結した農家建築「曲り家」を代表する建物として知られる。旧千葉家住宅は日本最大級の曲り家であり、「日本十大民家」の一つに数えられる。付属建物や石垣などを含め、屋敷構えがよく残されている。
斜面地に築かれた石垣上の平地にある面積540m2 の大型の住居である。25名の人と20頭の馬がこの一軒の家で生活していた。

## 歴史

### 竣工
千葉家は武士の身分を持つ家柄であり、遠野南部氏の家臣となった際に千葉姓を名乗るようになった。江戸時代後期の天保年間（1830年～1844年）、4代目当主の千葉喜右衛門によって主屋が建てられた。大工小屋やハセ小屋も主屋と同じ時期の竣工とされる。
嘉永2年（1849年）には稲荷社が建てられた。1912年（明治45年）に土蔵が建てられ、大正末期には石蔵が建てられた。1967年（昭和42年）には納屋が改築された。

### 保存と公開
1974年（昭和49年）には「南部曲り家 千葉家」としての一般公開が開始された。1980年代前半、学習院高等科時代の礼宮文仁親王が千葉家住宅を訪問した。1994年（平成6年）にNHK大河ドラマ「花の乱」が放送された際、千葉家住宅の敷地の一部が撮影に使われ、当時のセットが保存されている。
2007年（平成19年）12月4日、主屋、附属建物、宅地が重要文化財に指定された。2013年（平成25年）には建物や宅地が遠野市に譲渡され、2016年（平成28年）6月には文化庁の補助を受けた保存修理工事が開始された。工事に伴って一般公開を休止している。2022年（令和4年）9月20日には宅地内の便所が重要文化財に追加指定され、指定名称が千葉家住宅から旧千葉家住宅に変更された。

## 文化財

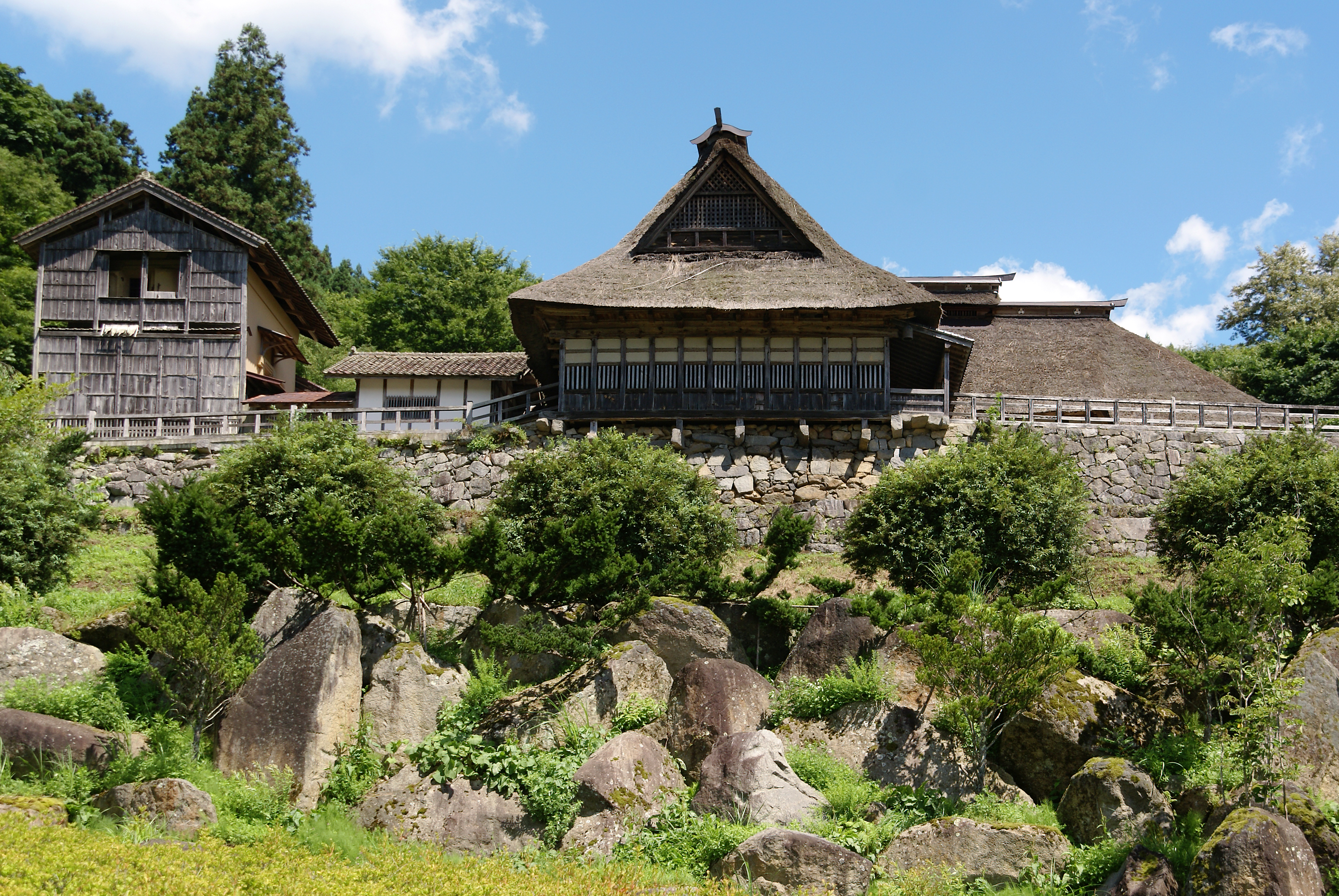
南側麓より見た屋敷構え

### 重要文化財
- 主屋 - 江戸時代後期竣工。主屋は茅葺で、寄棟造の居室部の手前に入母屋造の馬屋部分が突出し、全体としてはL字状の平面をなす。居室部は上手（東側）に南北2列、東西3室の計6室を設け、下手（西側）は台所と土間とする。上手の一部に2階（2室）を設ける。突出部はもとは馬屋であったが、展示室等に改造されている。
- 土蔵 - 1912年（明治45年）竣工。主屋の西側に建つ。
- 石蔵 - 大正時代竣工。土蔵の北に接して建つ。
- 稲荷社（附:鳥居） - 嘉永2年（1849年）竣工。屋敷地北西の小高い位置に建つ。
- 大工小屋 - 江戸時代末期竣工。主屋北東に建つ。
- ハセ小屋（附指定） - 江戸時代末期。屋敷地の南西に建つ。
- 土地 - 5599.63m2。屋敷地は南向きの傾斜面に石垣を築いて整地している。付属建物等もよく残り、豪農の屋敷構えがよく保存されている。
- 便所

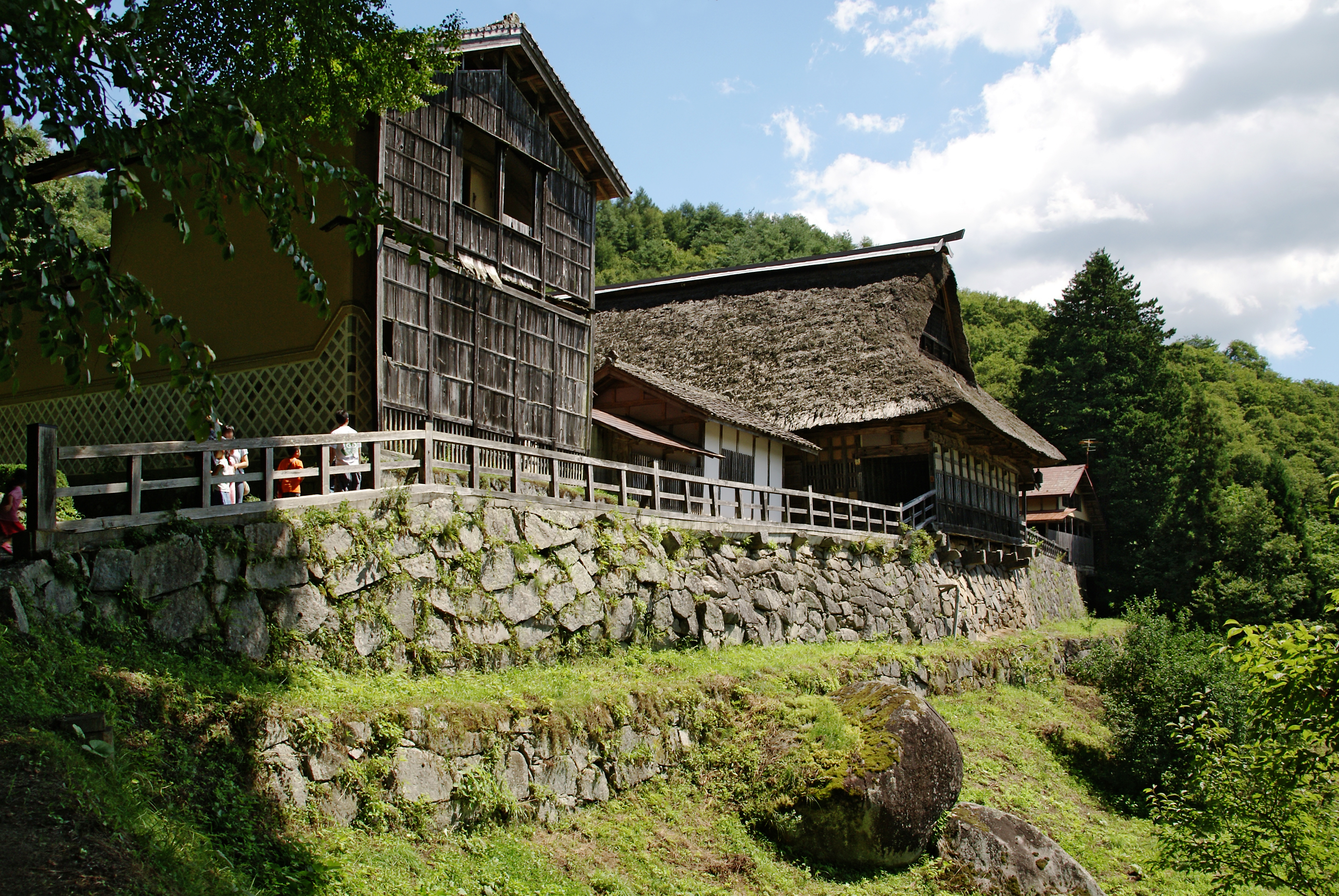
土蔵（手前）と主屋（奥）
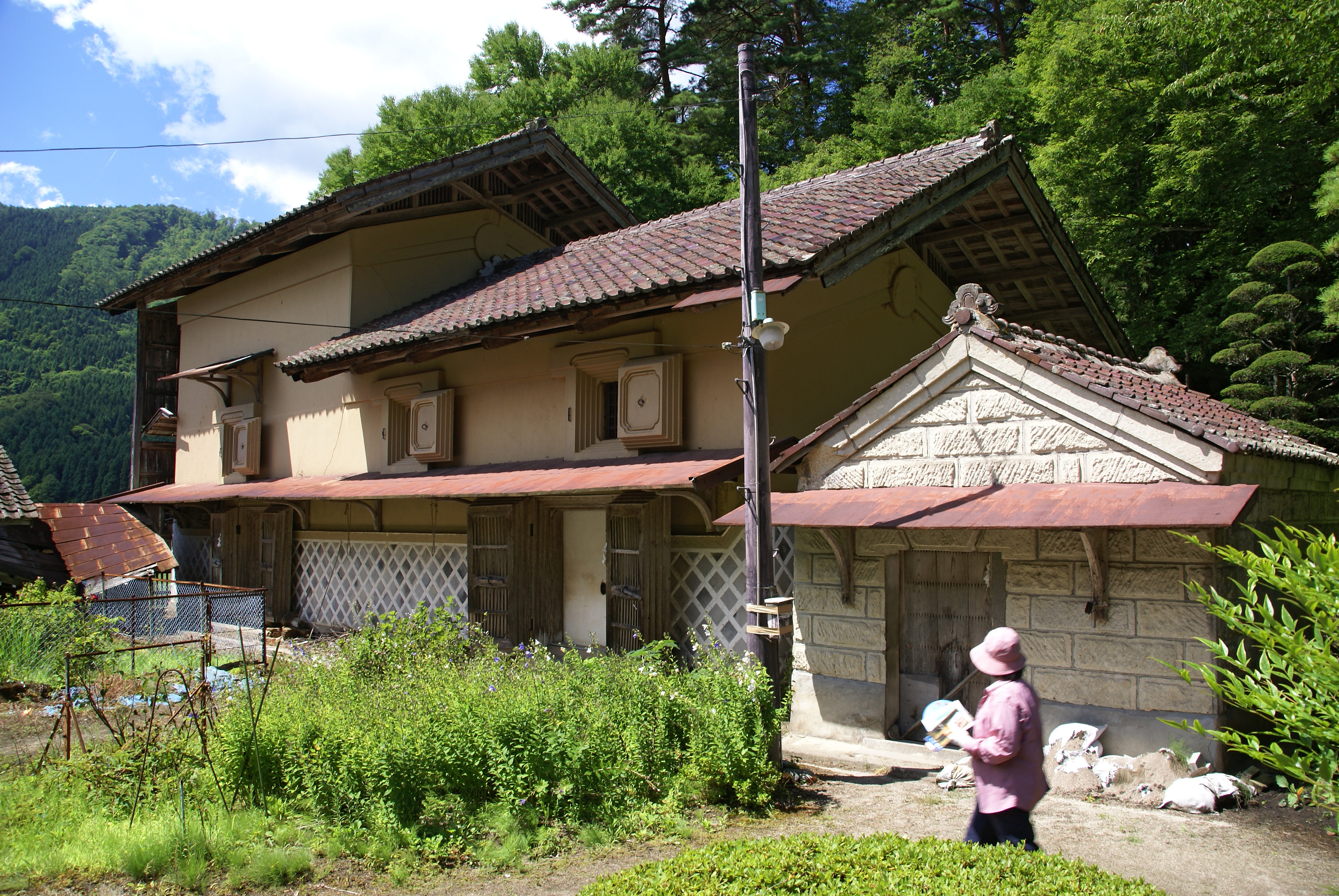
石蔵（右手前）と土蔵（奥）
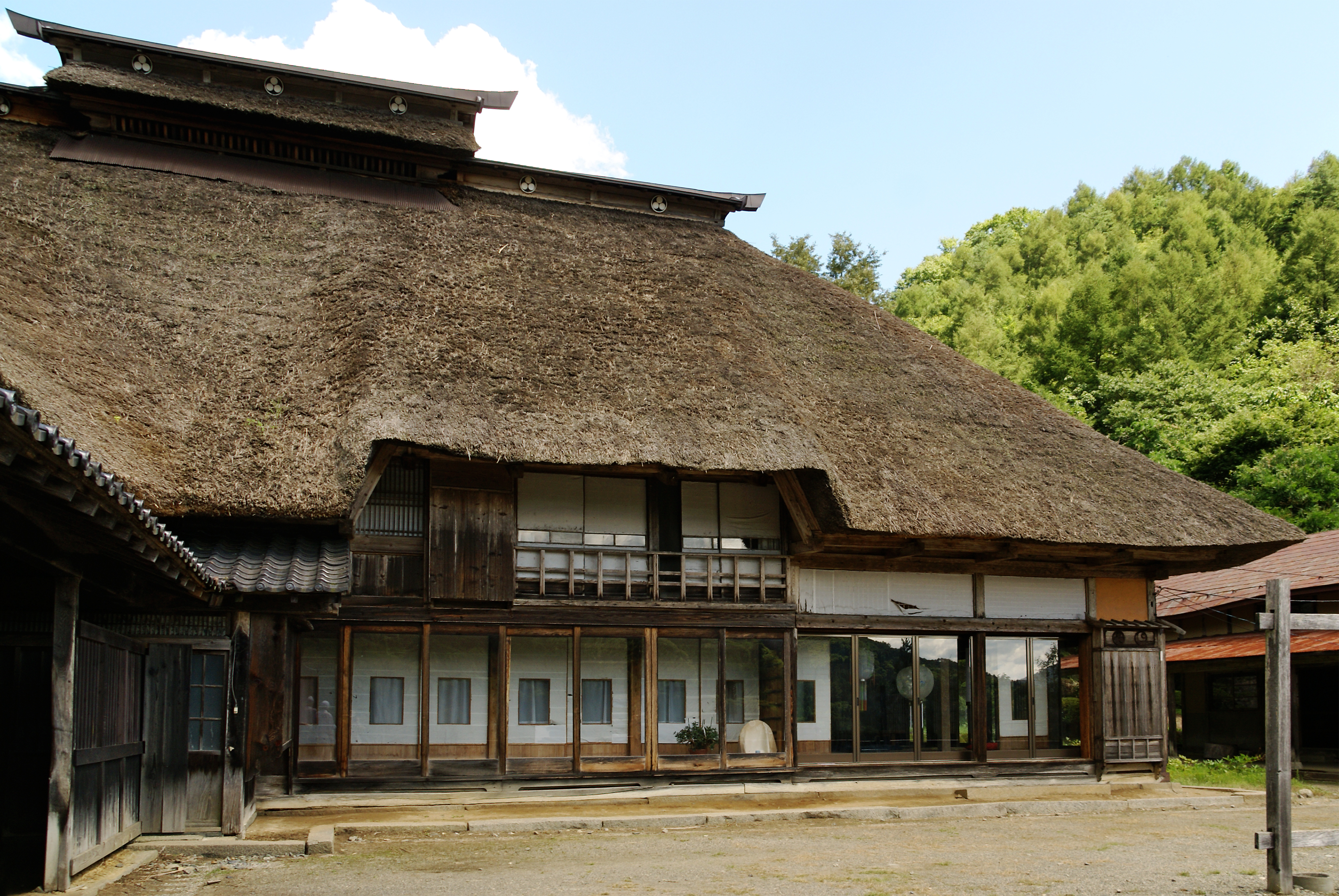
主屋の東半分（居室部分）

## 利用案内
- 開館時間
  - 4月から10月 - 8時30分から17時
  - 11月から3月 - 9時から16時
- 休館日
  - 年中無休
- 交通アクセス
  - JR釜石線遠野駅からバスで「南部曲り家千葉家」下車後徒歩すぐ